# Troglocaridicola istriana
Troglocaridicola istriana is een platworm (Platyhelminthes). De worm is tweeslachtig. De soort leeft parasitair op of in mariene dieren.
Het geslacht Troglocaridicola, waarin de platworm wordt geplaatst, wordt tot de familie Scutariellidae gerekend. De wetenschappelijke naam van de soort werd voor het eerst geldig gepubliceerd in 1958 door Matjasic.